# Hechingen
Hechingen er en lille by i den tyske delstat Baden-Württemberg. Hechingen ligger ved udkanten af Schwaben i landskabsplateauet Schwäbische Alb, cirka halvvejs mellem Stuttgart og Schweiz.

## Personer fra Hechingen
- Johann Georg von Hohenzollern-Hechingen (1577–1623)
- Eitel Friedrich II. von Hohenzollern-Hechingen (1601–1661)
- Philipp Christoph Friedrich von Hohenzollern-Hechingen (1616–1671)
- Friedrich Wilhelm von Hohenzollern-Hechingen
- Hermann Friedrich von Hohenzollern-Hechingen (1665–1733)
- Friedrich Wilhelm von Steuben (1730-1794)
- Karoline Kaulla (1739–1809)
- Maria Antonia Anna von Hohenzollern-Hechingen (1760–1797)
- Guido von Usedom (1805-1884)
- Nelson Morris (1839-1907)
- Samuel Ullman (1840-1924)
- Elsa Einstein (1876–1936)
- Otto Hahn (1879-1968)
- Paul Levi (1883–1930)
- Friedrich Wolf (1888-1956)
- Otto Nerz (1892–1949)
- Friedrich Kessler (1901-1998)
- Georg Braun (* 1918)
- Markus Wolf (1923–2006)
- Konrad Wolf (1925–1982)
- Heinz Mohl (* 1931)
- Siegbert Alber (* 1936)
- Klaus Kinkel (*1936)
- Martin Bader (* 1968)
- Giovanni Zarrella (* 1978)
- Saralisa Volm (* 1985)

## Venskabsbyer
- Joué-lès-Tours (1973)
- Limbach-Oberfrohna (1990)
- Hódmezővásárhely (1994)

## Borgmester
- 1945-1948: August Pretzl
- 1948-1967: Paul Bindereif
- 1967-1995: Norbert Roth (CDU)
- 1995-2011: Jürgen Weber (FW)
- 2011- : Dorothea Bachmann

## Bygningsværker
- Slottet Hohenzollern
- Neues Schloss
- Altes Schloss (Hohenzellerisches Landesmuseum)
- Schloss Lindich
- Villa Eugenia
- Villa Billing
- Villa Silberburg
- Weißes Häuschen
- Stiftskirche St. Jakobus
- Klosterkirche Stetten
- St. Luzen Kloster
- Pfarrkirche St. Johannes
- Synagoge
- Wallfahrtskapelle Maria Zell
- Heiligkreuzkapelle
- Untere Turm
- Kinderbewahranstalt
- Landgericht
- Ruhe-Christi-Kapelle